# C’mon
C’mon – osiemnasty album studyjny japońskiego zespołu B’z, wydany 27 lipca 2011 roku. Osiągnął 1 pozycję w rankingu Oricon i pozostał na liście przez 24 tygodnie, sprzedał się w nakładzie 386 708. Album zdobył status platynowej płyty.
Limitowana edycja albumu została wydana z bonusowym DVD zawierającym teledyski do utworów C’mon, Sayonara kizu darake no hibi yo, Don’t Wanna Lie.

## Lista utworów
| CD  |                                                                   |      |
| Nr  | Tytuł                                                             | Czas |
| 1.  | „C’mon”                                                           | 4:16 |
| 2.  | „Sayonara kizu darake no hibi yo” (jap. さよなら傷だらけの日々よ) | 3:41 |
| 3.  | „Hitoshizuku no anata” (jap. ひとしずくのアナタ)                  | 3:43 |
| 4.  | „Homebound”                                                       | 4:11 |
| 5.  | „Don’t Wanna Lie”                                                 | 4:05 |
| 6.  | „DAREKA”                                                          | 3:31 |
| 7.  | „Boss” (jap. ボス Bosu)                                           | 4:07 |
| 8.  | „Too Young”                                                       | 3:42 |
| 9.  | „ilgrim” (jap. ピルグリム Pirugurimu)                             | 3:59 |
| 10. | „The Meister” (jap. ザ・マイスター Za Maisutā)                    | 3:43 |
| 11. | „デッドエンド” (jap. デッドエンド Deddo Endo)                     | 3:45 |
| 12. | „Meimei” (jap. 命名)                                              | 5:19 |
| 13. | „ultra soul 2011”                                                 | 3:49 |
| DVD |                                                                   |      |
| Nr  | Tytuł                                                             | Czas |
| 1.  | „C’mon”                                                           |      |
| 2.  | „Sayonara kizu darake no hibi yo”                                 |      |
| 3.  | „Don’t Wanna Lie”                                                 |      |

## Notowania
| Lista                                 | Pozycja |
| ------------------------------------- | ------- |
| Oricon Daily Albums Chart             | 1       |
| Oricon Weekly Albums Chart            | 1       |
| Oricon Monthly Albums Chart           | 2       |
| Oricon Yearly Albums Chart (rok 2011) | 11      |